# قتل امیلی ساندر
امیلی ایرن ساندر (انگلیسی: Emily Irene Sander؛ زاده ۲۶ فوریهٔ ۱۹۸۹ - درگذشته ۲۴ نوامبر ۲۰۰۷) یک مانکن و شخصیت اینترنتی اهل ایالات متحده آمریکا بود که در سن ۱۸ سالگی به قتل رسید.